# Saint-Gérand
Saint-Gérand is een plaats en voormalige gemeente in het Franse departement Morbihan in de regio Bretagne en telt 891 inwoners (1999). De plaats maakt deel uit van het arrondissement Pontivy.

## Geschiedenis
De gemeente fuseerde op 1 januari 2022 met Croixanvec tot de commune nouvelle Saint-Gérand-Croixanvec, waarvan Saint-Gérand de hoofdplaats werd.

## Geografie
De oppervlakte van Saint-Gérand bedraagt 18,1 km², de bevolkingsdichtheid is 49,2 inwoners per km².
De onderstaande kaart toont de ligging van Saint-Gérand met de belangrijkste infrastructuur en aangrenzende gemeenten.

## Demografie
Onderstaande figuur toont het verloop van het inwonertal.